# Bob's Burgers
Bob's Burgers är en amerikansk tecknad TV-serie skapad av Loren Bouchard. Serien kretsar kring Familjen Belcher som äger och driver en hamburgerrestaurang i en typisk stad i USA. Familjen består av den jordnära och försiktiga Bob (H. Jon Benjamin), hans energiska och ibland vårdslösa hustru Linda (John Roberts), deras tre barn, den elvaårige pojken Gene (Eugene Mirman), Tina den hormonstinna tonåringen (Dan Mintz) och den mycket listiga nioåringen Louise (Kristen Schaal). Serien produceras av 20th Century Fox och sänds i Sverige på Kanal 9.

## Säsonger
| Serie | Serie | Avsnitt | Avsnitt | Originalvisning       | Originalvisning      |
| Serie | Serie | Avsnitt | Avsnitt | Första sändningsdatum | Sista sändningsdatum |
| ----- | ----- | ------- | ------- | --------------------- | -------------------- |
|       | 1     | 13      | 13      | 9 januari 2011        | 22 maj 2011          |
|       | 2     | 9       | 9       | 11 mars 2012          | 20 maj 2012          |
|       | 3     | 23      | 23      | 30 september 2012     | 12 maj 2013          |
|       | 4     | 22      | 22      | 29 september 2013     | 18 maj 2014          |
|       | 5     | 21      | 21      | 5 oktober 2014        | 17 maj 2015          |
|       | 6     | 19      | 19      | 27 september 2015     | 22 maj 2016          |
|       | 7     | 22      | 22      | 25 september 2016     | 11 juni 2017         |
|       | 8     | 21      | 21      | 1 oktober 2017        | 20 maj 2018          |
|       | 9     | 22      | 22      | 30 september 2018     | 12 maj 2019          |
|       | 10    | 22      | 22      | 29 september 2019     | 17 maj 2020          |
|       | 11    | 22      | 22      | 27 september 2020     | 23 maj 2021          |
|       | 12    | 22      | 22      | 26 september 2021     | 22 maj 2022          |
|       | 13    | 22      | 22      | 25 september 2022     | 21 maj 2023          |
|       | 14    | 16      | 16      | 1 oktober 2023        | 22 september 2024    |

## Återkommande rollfigurer
- Teddy - Larry Murphy
- Jimmy Pesto - Jay Johnston
- Calvin Fischoeder - Kevin Kline
- Felix Fischoeder - Zach Galifianakis
- Gayle - Megan Mullally
- Mr. Frond - David Herman
- Mike Wobbles - Tim Meadows
- Tammy - Jenny Slate
- Hugo - Sam Seder
- Ron - Ron Lynch
- Dr. Yap - Ken Jeong

### Fotnoter
1. ↑  http://smdb.kb.se/catalog/search?q=%22bobs+burgers%22&sort=NEWEST